# Ремельский сельсовет
Ремельский сельсовет (белор. Рамельскі сельсавет) — административная единица на территории Столинского района Брестской области Беларуси. Административный центр — агрогородок Ремель.

## История
Образован в 1940 г.

## Состав
Ремельский сельсовет включает 4 населённых пункта:
- Мочуль — деревня
- Оздамичи — деревня
- Ремель — агрогородок
- Теребличи — деревня

## Достопримечательности
В агрогородке Ремель расположена Михайловская церковь — памятник деревянного зодчества. Также в Ремеле расположена еще одна православная церковь — в честь святого Михаила Архангела.
В деревне Оздамичи расположена православная Свято-Троицкая церковь, построенная в конце XIX века на месте старой, обветшавшей церкви.